# Амандин (кулинария)
Аманди́н (фр. amandine — «миндальный») — французский кулинарный термин, применяющий как для сладких, так и несладких блюд, содержащих миндаль (жареный, бланшированный, миндальную стружку) или им украшенных. Форель амандин — популярное рыбное блюдо американской кухни. 